# Piotr Deka
Piotr Deka (ur. 7 sierpnia 1987) – polski judoka.
Były zawodnik klubów: MKS VIS Skierniewice (2001), KS Gwardia Łódź (2003-2010). Srebrny medalista zawodów pucharu Europy 2008 w Borås w kategorii powyżej 100 kg. Na mistrzostwach Polski OPEN 2010 w Gliwicach zdobył brązowy medal w kategorii powyżej 75 kg. Ponadto m.in. trzykrotny młodzieżowy wicemistrz Polski (2007, 2008, 2009) i wicemistrz Polski juniorów 2006. 